# Camino de Santiago de la Costa
El Camino de Santiago de la Costa o Camino de Santiago del Norte es el más utilizado de las Rutas Jacobeas del Norte por los peregrinos que, procedentes de los puertos de Europa Septentrional, desembarcan en cualquiera de los puertos del Cantábrico. Coincide en su recorrido cantábrico con el Sendero Europeo E-9.
Se trata de la continuación del Camino de Soulac, que recorre las tierras más occidentales de Francia y se adentra en territorio peninsular cruzando la frontera entre Hendaya e Irún.
El trazado de la vía conduce los pasos de los caminantes hacia Arzúa, donde llega al Camino de Santiago Francés y pone rumbo hacia la capital compostelana.
Este camino cuenta con bibliografía suficiente, está debidamente señalizado y los peregrinos pueden satisfacer cualquiera de sus necesidades en la práctica totalidad del mismo.

## Antecedentes históricos
La noticia del hallazgo de los restos del Apóstol en Galicia se extendió por toda la cristiandad a partir de la carta titulada "Noscat fraternistas vestra", fechada a mediados del mismo siglo IX y atribuida al Papa San León, cuando la noticia corrió por toda la península ibérica y cruzó los Pirineos.
Los caminos astur-galaicos del antiguo Reino de Asturias fueron los primeros en dirigir a los peregrinos hacia Santiago. Esta ruta poseía una importancia semejante a los demás caminos jacobeos "primitivos", antes de que, en los siglos XI y XII, los monarcas hispanos potenciasen el Camino Francés como itinerario jacobeo privilegiado. Pero la promoción del Camino Francés no restó importancia a las otras rutas de peregrinación, ya que el tramo León - Oviedo ("Camino de San Salvador") se potenció desde los finales del siglo XI.
A partir del siglo XIII, la ruta de la costa sigue alimentándose tanto de peregrinos que optan por esta vía en el paso de Irún como de aquellos que, procedentes de países europeos del norte, desembarcaban en Bermeo y en Bilbao. Innumerables muestras del prerrománico en Vizcaya avalan esta teoría, prueba de ello es la vasta iconografía que existe en el País Vasco. Después caminaban, cruzando Cantabria por Castro-Urdiales y Laredo, hacia Santander desde donde continuaban dirección Asturias.
En 1879, el cardenal de Santiago dijo haber encontrado los restos perdidos del Santo. Cinco años después, el Papa León XIII reconoció oficialmente este segundo hallazgo.

## Trazado de la ruta

### Ruta principal
| Localidad                               | Provincia | A Santiago (km) |
| --------------------------------------- | --------- | --------------- |
| Irún                                    | Guipúzcoa | 876             |
| Fuenterrabía                            | Guipúzcoa | 859             |
| Pasajes                                 | Guipúzcoa | 843             |
| San Sebastián                           | Guipúzcoa | 836             |
| Igueldo (San Sebastián)                 | Guipúzcoa | 831             |
| Orio                                    | Guipúzcoa | 822             |
| Zarauz                                  | Guipúzcoa | 816             |
| Asquizu (Guetaria)                      | Guipúzcoa | 809             |
| Zumaya                                  | Guipúzcoa | 805             |
| Itzíar (Deva)                           | Guipúzcoa | 795             |
| Deva                                    | Guipúzcoa | 792             |
| Olatz (Motrico)                         | Guipúzcoa | 784             |
| Larruskain (Marquina-Jeméin)            | Vizcaya   | 778             |
| Marquina-Jeméin                         | Vizcaya   | 769             |
| Cenarruza-Puebla de Bolívar             | Vizcaya   | 763             |
| Arbácegui y Guerricáiz                  | Vizcaya   | 757             |
| Arrazua                                 | Vizcaya   | 749             |
| Guernica y Luno                         | Vizcaya   | 743             |
| Morga                                   | Vizcaya   | 729             |
| Larrabezúa                              | Vizcaya   | 719             |
| Lezama                                  | Vizcaya   | 715             |
| Bilbao                                  | Vizcaya   | 706             |
| Castrejana (Bilbao)                     | Vizcaya   | 699             |
| Baracaldo                               | Vizcaya   | 690             |
| Sestao                                  | Vizcaya   | 687             |
| Portugalete                             | Vizcaya   | 684             |
| Playa La Arena (Ciérvana)               | Vizcaya   | 672             |
| Pobeña                                  | Vizcaya   | 670             |
| Ontón (Castro-Urdiales)                 | Cantabria | 665             |
| Baltezana (Castro-Urdiales)             | Cantabria | 663             |
| Otañes (Castro-Urdiales)                | Cantabria | 657             |
| Santullán (Castro-Urdiales)             | Cantabria | 654             |
| Sámano (Castro-Urdiales)                | Cantabria | 652             |
| Castro-Urdiales                         | Cantabria | 648             |
| Allendelagua (Castro-Urdiales)          | Cantabria | 644             |
| Cerdigo (Castro-Urdiales)               | Cantabria | 641             |
| Islares (Castro-Urdiales)               | Cantabria | 637             |
| Rioseco (Guriezo)                       | Cantabria | 631             |
| Pomar (Guriezo)                         | Cantabria | 630             |
| La Magdalena (Guriezo)                  | Cantabria | 628             |
| Liendo                                  | Cantabria | 616             |
| Tarrueza (Laredo)                       | Cantabria | 612             |
| Laredo                                  | Cantabria | 609             |
| Santoña                                 | Cantabria | 606             |
| Colindres                               | Cantabria | 605             |
| Treto (Bárcena de Cicero)               | Cantabria | 602             |
| Cicero (Bárcena de Cicero)              | Cantabria | 599             |
| Gama (Bárcena de Cicero)                | Cantabria | 596             |
| Escalante                               | Cantabria | 593             |
| Argoños                                 | Cantabria | 590             |
| Noja                                    | Cantabria | 586             |
| Castillo Siete Villas (Arnuero)         | Cantabria | 584             |
| San Miguel (Meruelo)                    | Cantabria | 581             |
| Bareyo                                  | Cantabria | 579             |
| Güemes (Bareyo)                         | Cantabria | 572             |
| Galizano (Ribamontán al Mar)            | Cantabria | 569             |
| Somo (Ribamontán al Mar)                | Cantabria | 563             |
| Santander                               | Cantabria | 558             |
| Peñacastillo (Santander)                | Cantabria | 553             |
| Santa Cruz de Bezana                    | Cantabria | 549             |
| Mompía (Santa Cruz de Bezana)           | Cantabria | 548             |
| Boo de Piélagos (Piélagos)              | Cantabria | 545             |
| Puente Arce-Mogro (Miengo)              | Cantabria | 543             |
| Bárcena de Cudón (Miengo)               | Cantabria | 537             |
| Requejada (Polanco)                     | Cantabria | 533             |
| Barreda (Torrelavega)                   | Cantabria | 531             |
| Santillana del Mar                      | Cantabria | 523             |
| Oreña (Alfoz de Lloredo)                | Cantabria | 520             |
| Caborredondo (Alfoz de Lloredo)         | Cantabria | 517             |
| Cigüenza (Alfoz de Lloredo)             | Cantabria | 514             |
| Cóbreces (Alfoz de Lloredo)             | Cantabria | 511             |
| La Iglesia (Ruiloba)                    | Cantabria | 506             |
| Comillas                                | Cantabria | 502             |
| El Tejo (Valdáliga)                     | Cantabria | 499             |
| San Vicente de la Barquera              | Cantabria | 493             |
| La Acebosa (San Vicente de la Barquera) | Cantabria | 491             |
| Serdio (Val de San Vicente)             | Cantabria | 486             |
| Pesués (Val de San Vicente)             | Cantabria | 482             |
| Unquera (Val de San Vicente)            | Cantabria | 478             |
| Colombres (Ribadedeva)                  | Asturias  | 477             |
| La Franca (Ribadedeva)                  | Asturias  | 475             |
| Buelna (Llanes)                         | Asturias  | 470             |
| Pendueles (Llanes)                      | Asturias  | 468             |
| Vidiago (Llanes)                        | Asturias  | 466             |
| Puertas de Vidiago (Llanes)             | Asturias  | 464             |
| San Roque del Acebal (Llanes)           | Asturias  | 460             |
| Llanes                                  | Asturias  | 456             |
| Poo (Llanes)                            | Asturias  | 454             |
| Celorio (Llanes)                        | Asturias  | 452             |
| Barro (Llanes)                          | Asturias  | 450             |
| Niembro (Llanes)                        | Asturias  | 449             |
| Naves (Llanes)                          | Asturias  | 444             |
| Nueva (Llanes)                          | Asturias  | 440             |
| Pría (Llanes)                           | Asturias  | 438             |
| Ribadesella                             | Asturias  | 429             |
| San Pedro (Ribadesella)                 | Asturias  | 425             |
| Abeo (Ribadesella)                      | Asturias  | 424             |
| La Vega (Ribadesella)                   | Asturias  | 421             |
| Berbes (Ribadesella)                    | Asturias  | 419             |
| La Isla (Colunga)                       | Asturias  | 412             |
| Colunga                                 | Asturias  | 408             |
| Pernús (Colunga)                        | Asturias  | 403             |
| Sebrayo (Villaviciosa)                  | Asturias  | 397             |
| Villaviciosa                            | Asturias  | 387             |
| Grases (Villaviciosa)                   | Asturias  | 382             |
| Niévares (Villaviciosa)                 | Asturias  | 380             |
| Peón (Villaviciosa)                     | Asturias  | 371             |
| Curbiello (Villaviciosa)                | Asturias  | 367             |
| Cabueñes (Gijón)                        | Asturias  | 361             |
| Gijón                                   | Asturias  | 355             |
| Veriña (Gijón)                          | Asturias  | 350             |
| Santa Eulalia (Carreño)                 | Asturias  | 341             |
| Tamón (Carreño)                         | Asturias  | 341             |
| Trasona/Tresona (Corvera de Asturias)   | Asturias  | 331             |
| Avilés                                  | Asturias  | 326             |
| La Plata (Castrillón)                   | Asturias  | 316             |
| Santiago del Monte (Castrillón)         | Asturias  | 310             |
| Ranón (Soto del Barco)                  | Asturias  | 304             |
| El Castillo (Soto del Barco)            | Asturias  | 303             |
| Muros de Nalón                          | Asturias  | 299             |
| El Pito (Cudillero)                     | Asturias  | 297             |
| Cudillero                               | Asturias  | 295             |
| Villademar (Cudillero)                  | Asturias  | 293             |
| El Rellayo (Cudillero)                  | Asturias  | 291             |
| Soto de Luiña (Cudillero)               | Asturias  | 285             |
| Novellana (Cudillero)                   | Asturias  | 278             |
| Castañeras (Cudillero)                  | Asturias  | 276             |
| Santa Marina (Cudillero)                | Asturias  | 274             |
| Ballota (Cudillero)                     | Asturias  | 272             |
| Tablizo (Valdés)                        | Asturias  | 270             |
| El Ribón (Valdés)                       | Asturias  | 268             |
| Friera (Valdés)                         | Asturias  | 265             |
| Cadavedo (Valdés)                       | Asturias  | 264             |
| Villademoros (Valdés)                   | Asturias  | 263             |
| San Cristóbal (Valdés)                  | Asturias  | 262             |
| Querúas (Valdés)                        | Asturias  | 260             |
| Canero (Valdés)                         | Asturias  | 258             |
| Barcia (Valdés)                         | Asturias  | 251             |
| Villar (Valdés)                         | Asturias  | 250             |
| Luarca (Valdés)                         | Asturias  | 248             |
| Villuir (Valdés)                        | Asturias  | 245             |
| Otur (Valdés)                           | Asturias  | 242             |
| Piñera (Navia)                          | Asturias  | 235             |
| Navia                                   | Asturias  | 230             |
| Jarrio (Coaña)                          | Asturias  | 228             |
| Cartavio (Coaña)                        | Asturias  | 224             |
| La Caridad (El Franco)                  | Asturias  | 220             |
| El Franco                               | Asturias  | 215             |
| Porcía (El Franco)                      | Asturias  | 214             |
| Tol (Castropol)                         | Asturias  | 207             |
| Barres (Castropol)                      | Asturias  | 202             |
| Figueras (Castropol)                    | Asturias  | 200             |
| Ribadeo                                 | Lugo      | 199             |
| Vilela (Ribadeo)                        | Lugo      | 191             |
| San Martín Pequeño (Barreiros)          | Lugo      | 182             |
| San Martín Grande (Barreiros)           | Lugo      | 180             |
| Gondán (Barreiros)                      | Lugo      | 177             |
| Lorenzana                               | Lugo      | 169             |
| Arrojo (Fonsagrada)                     | Lugo      | 166             |
| Mondoñedo                               | Lugo      | 160             |
| Gontán (Abadín)                         | Lugo      | 145             |
| Abadín                                  | Lugo      | 144             |
| Martiñán (Villalba)                     | Lugo      | 136             |
| Goiriz (Villalba)                       | Lugo      | 128             |
| Villalba                                | Lugo      | 123             |
| Alba (Villalba)                         | Lugo      | 116             |
| Torre (Villalba)                        | Lugo      | 111             |
| Baamonde (Begonte)                      | Lugo      | 102             |
| Santa Leocadia de Parga (Guitiriz)      | Lugo      | 95              |
| Laguna                                  | Lugo      | 89              |
| Miraz (Friol)                           | Lugo      | 86              |
| Marcela                                 | Lugo      | 74              |
| Mesón                                   | Lugo      | 68              |
| Sobrado de los Monjes                   | La Coruña | 62              |
| Castro (Sobrado)                        | La Coruña | 58              |
| Madelos (Sobrado)                       | La Coruña | 56              |
| Corredoiras (Sobrado)                   | La Coruña | 54              |
| Boimil (Boimorto)                       | La Coruña | 53              |
| Boimorto                                | La Coruña | 52              |
| Sendelle (Boimorto)                     | La Coruña | 48              |
| Arzúa                                   | La Coruña | 40              |

### Alternativa por Rentería
| Municipio | Provincia | A Santiago (km) | Web                                                 |
| --------- | --------- | --------------- | --------------------------------------------------- |
| Irún      | Guipúzcoa | 861             |                                                     |
| Oyarzun   | Guipúzcoa | 853             |                                                     |
| Rentería  | Guipúzcoa | 848             |                                                     |
| Pasajes   | Guipúzcoa | 843             | Archivado el 7 de junio de 2010 en Wayback Machine. |

### Alternativa por Astigarraga
| Municipio     | Provincia | A Santiago (km) | Web |
| ------------- | --------- | --------------- | --- |
| Oyarzun       | Guipúzcoa | 853             |     |
| Astigarraga   | Guipúzcoa | 843             |     |
| San Sebastián | Guipúzcoa | 836             |     |

### Alternativa por Mioño
| Municipio               | Provincia | A Santiago (km) | Web |
| ----------------------- | --------- | --------------- | --- |
| Ontón (Agüera)          | Cantabria | 667             |     |
| Mioño (Castro-Urdiales) | Cantabria | 662             |     |
| Castro-Urdiales         | Cantabria | 659             |     |

### Alternativa por El Astillero
| Municipio                | Provincia | A Santiago (km) | Web |
| ------------------------ | --------- | --------------- | --- |
| Somo (Ribamontán al Mar) | Cantabria | 594             |     |
| Heras (Medio Cudeyo)     | Cantabria | 584             |     |
| El Astillero             | Cantabria | 577             |     |
| Camargo                  | Cantabria | 570             |     |
| Santander                | Cantabria | 558             |     |

### Alternativa por Toques
| Municipio             | Provincia | A Santiago (km) | Web |
| --------------------- | --------- | --------------- | --- |
| Corredoiras (Sobrado) | La Coruña | 77              |     |
| Toques                | La Coruña | 58              |     |
| Mellid                | La Coruña | 52              |     |

### Alternativa por Vegadeo
Aunque llamada "alternativa", esta vía es el Camino oficial reconocido por el Gobierno del Principado y era la ruta utilizada por quienes no querían cruzar en barca la ria del Eo, cayendo en desuso tras la construcción del Puente de Los Santos (1987).
Saliendo desde La Caridad (A Caridá), poco después de cruzado el río Porcía, el Camino gira a la izquierda y se dirige a Tol (con albergue público) continuando a Vegadeo (A Veiga) (que, desde junio de 2017, dispone de albergue provisional). Desde esta población sigue hacia Miou (en el mismo Concejo) y cruza el río Eo en Santiago de Abres. A partir de esta parroquia, y por Trabada (Lugo), se encamina a Villanueva de Lorenzana o a Mondoñedo. Está adecuadamente señalizado.

### Galería de imágenes

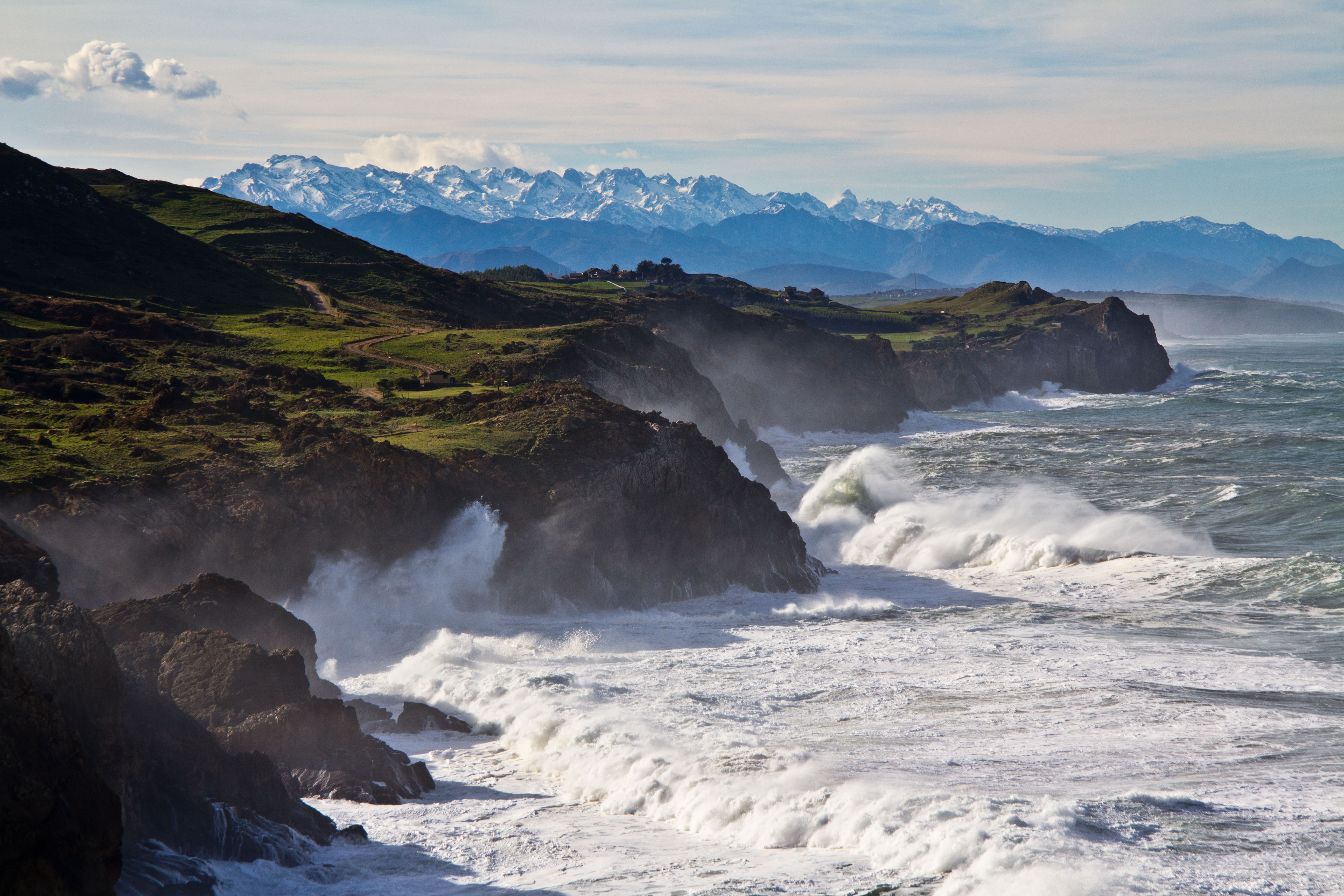
Acantilados de Alfoz de Lloredo (Toñanes) Cantabria, Camino del norte costero
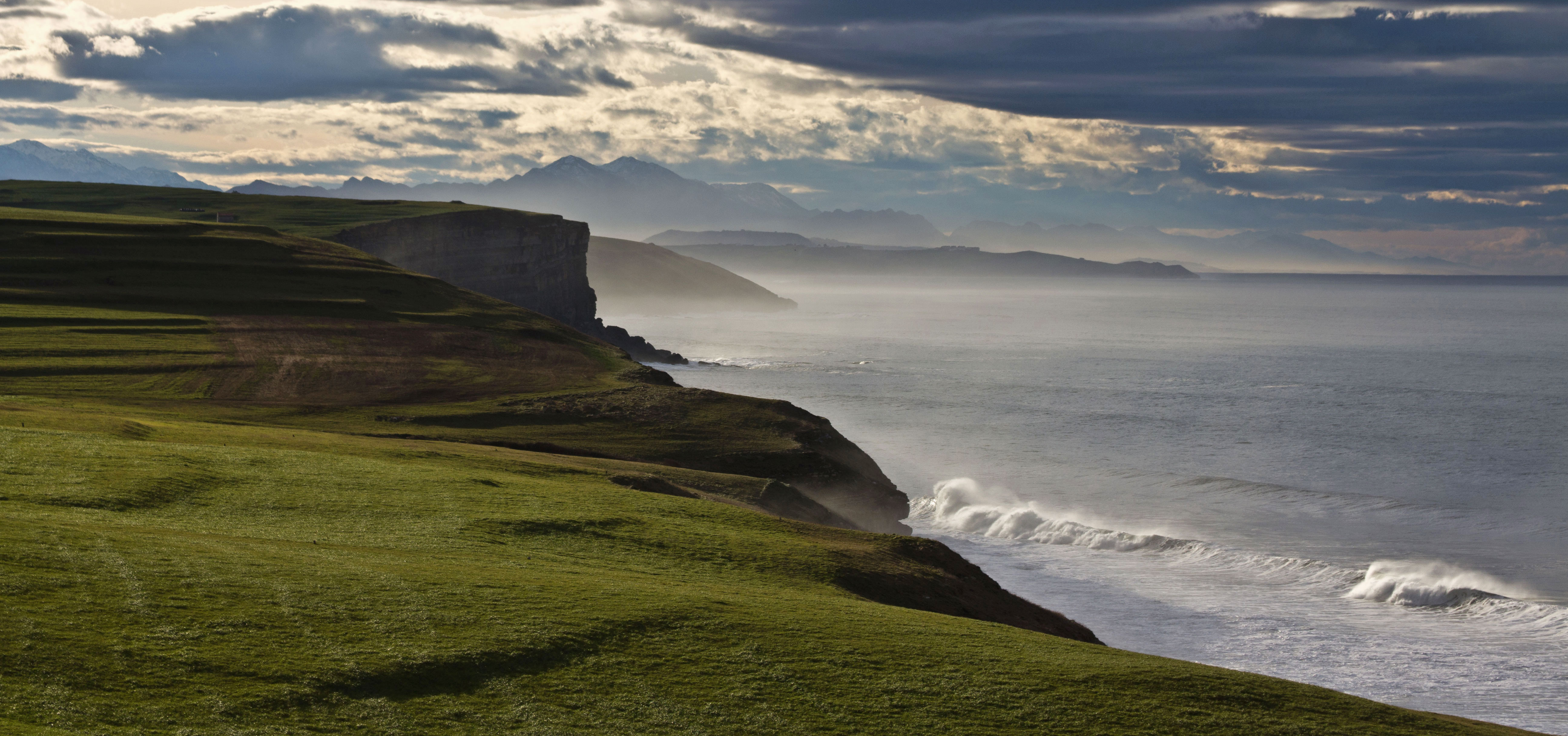
Desvío en el Pueblo de Toñanes por sus acantilados para llegar a Cobreces
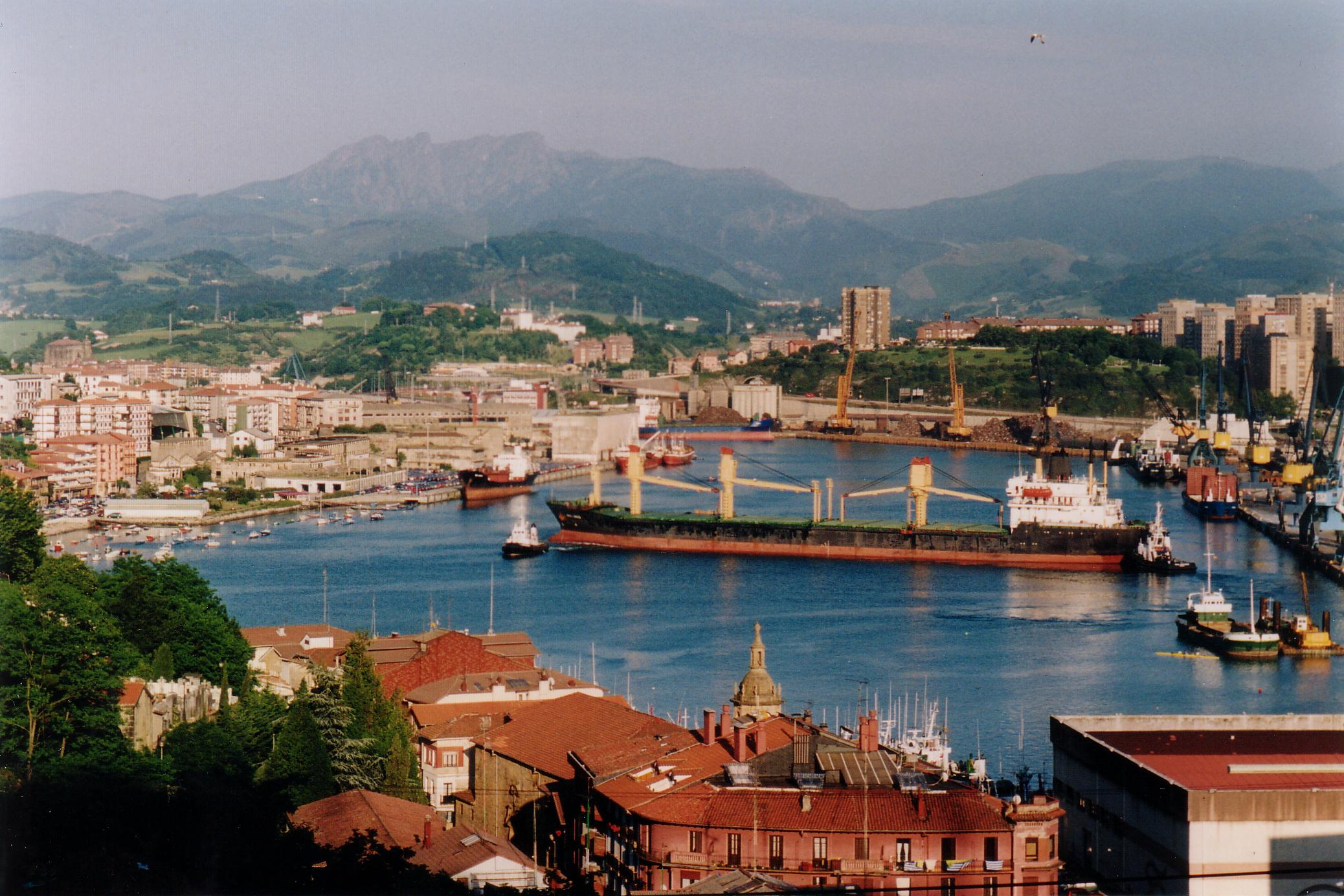
Pasajes (Guipúzcoa)
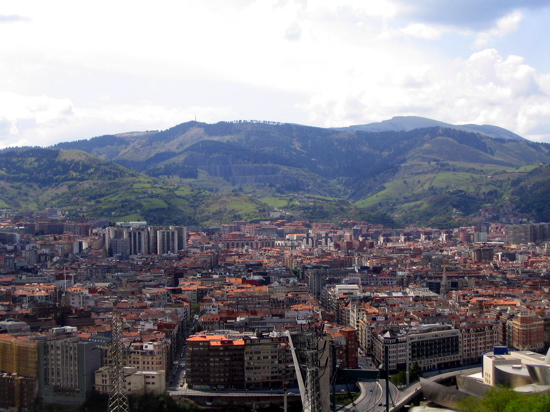
Bilbao (Vizcaya)
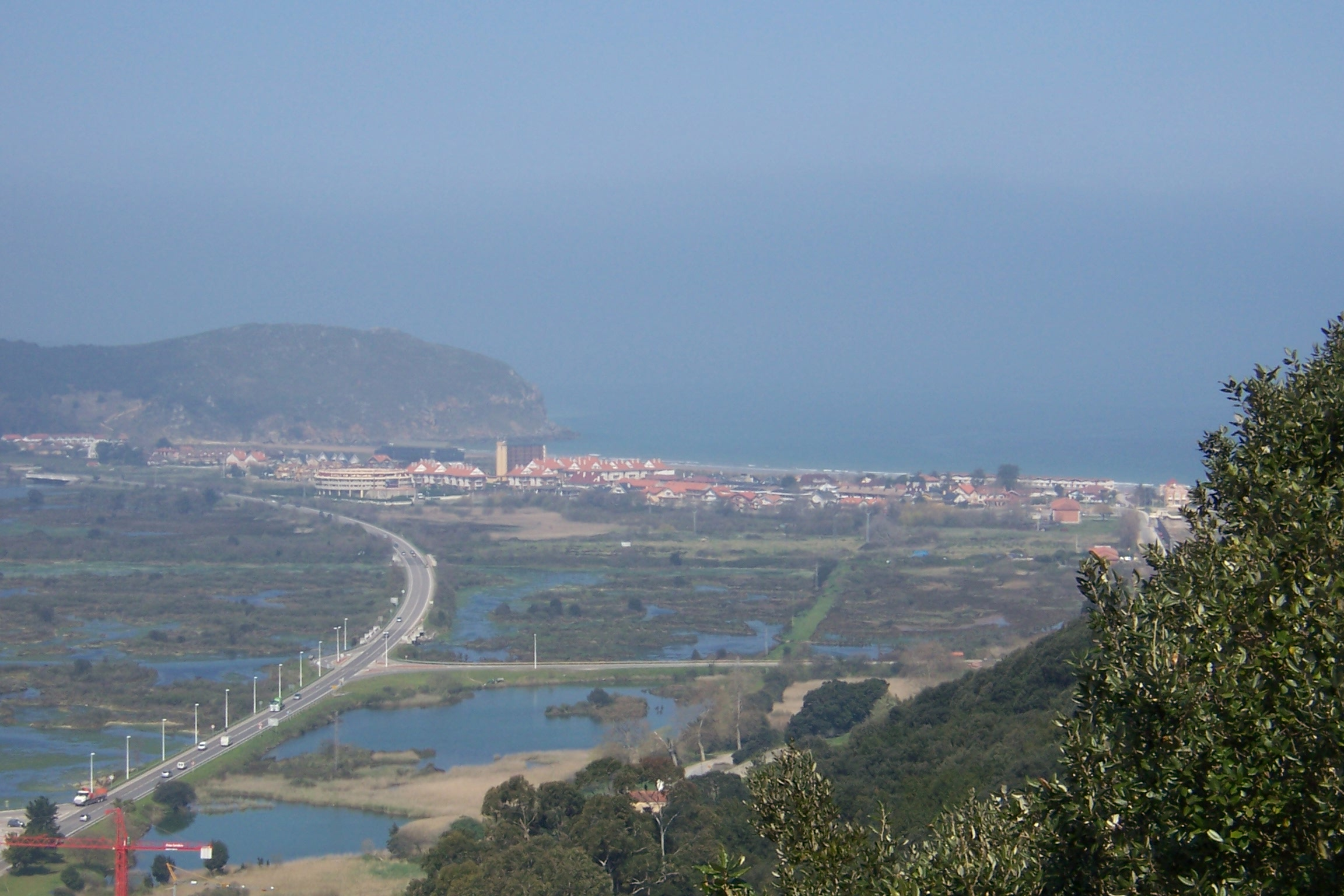
Santoña (Cantabria)
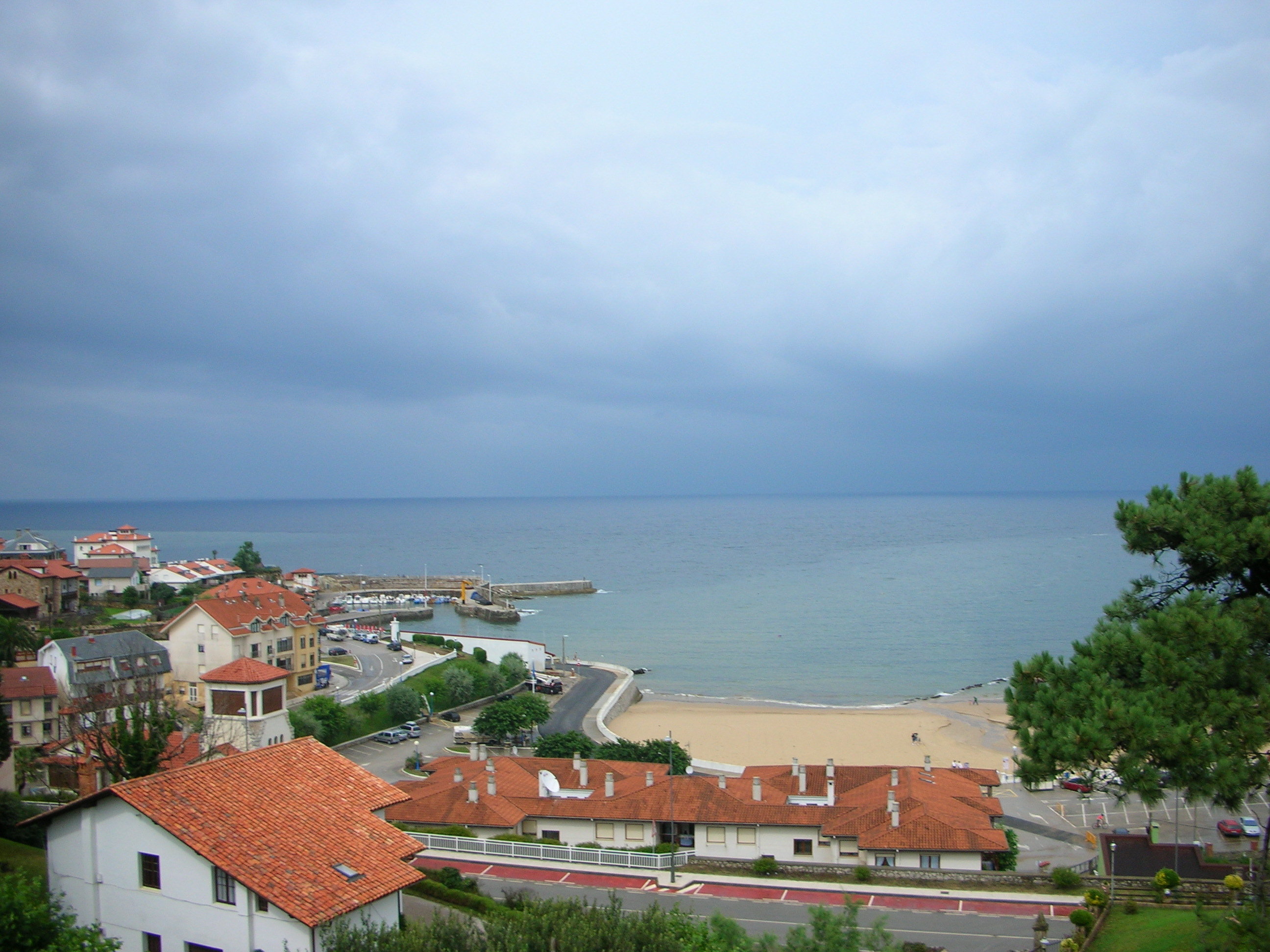
Comillas (Cantabria)
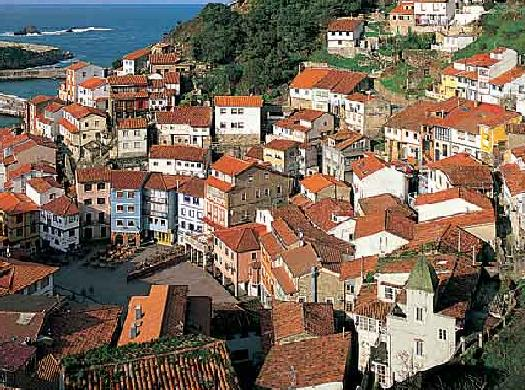
Cudillero (Asturias)
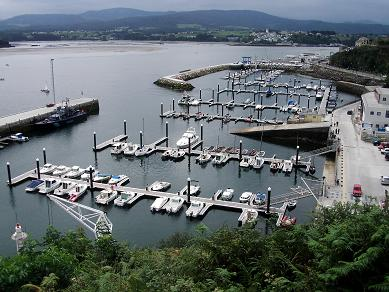
Ribadeo (Lugo)
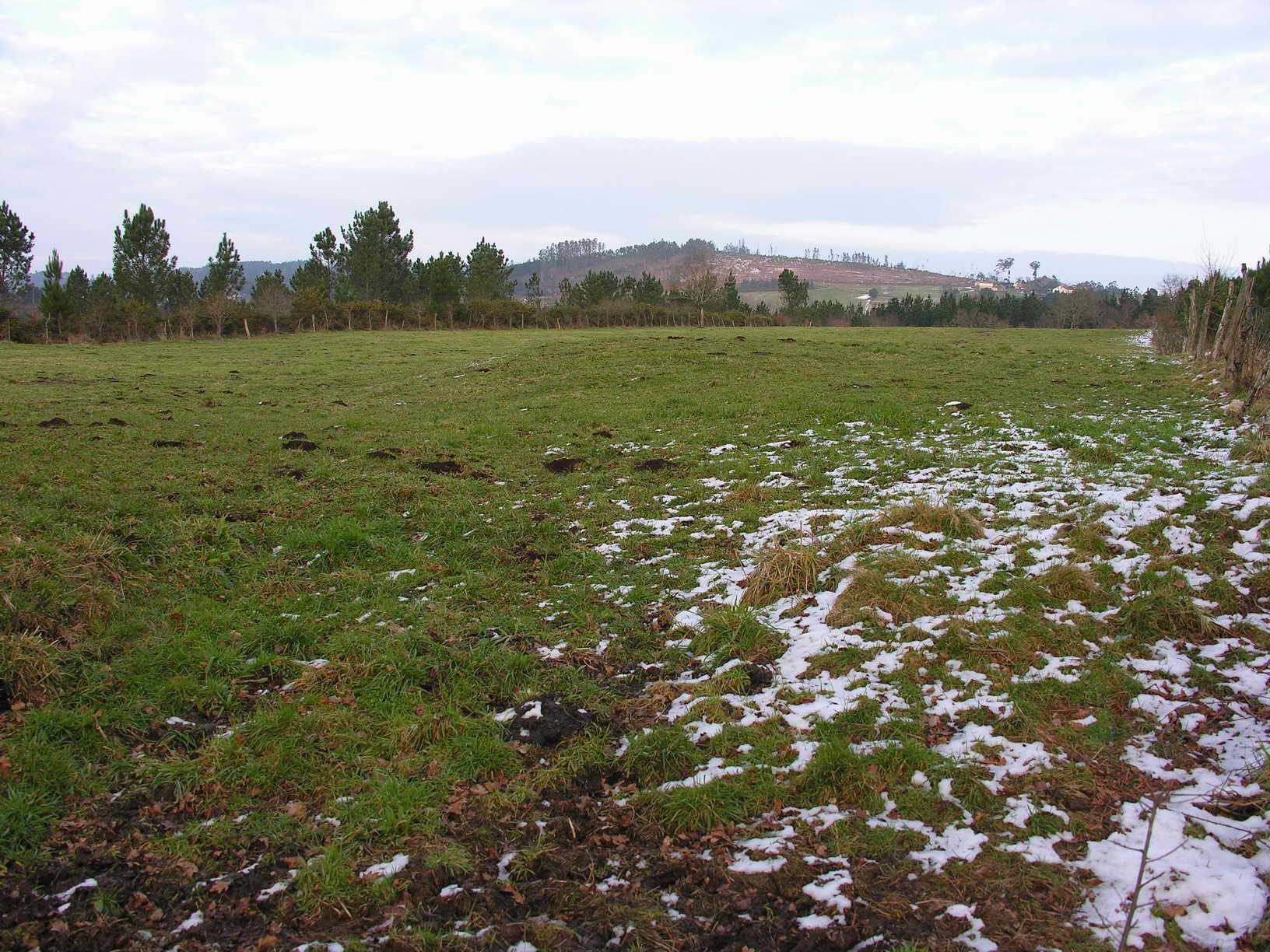
Arzúa (La Coruña)
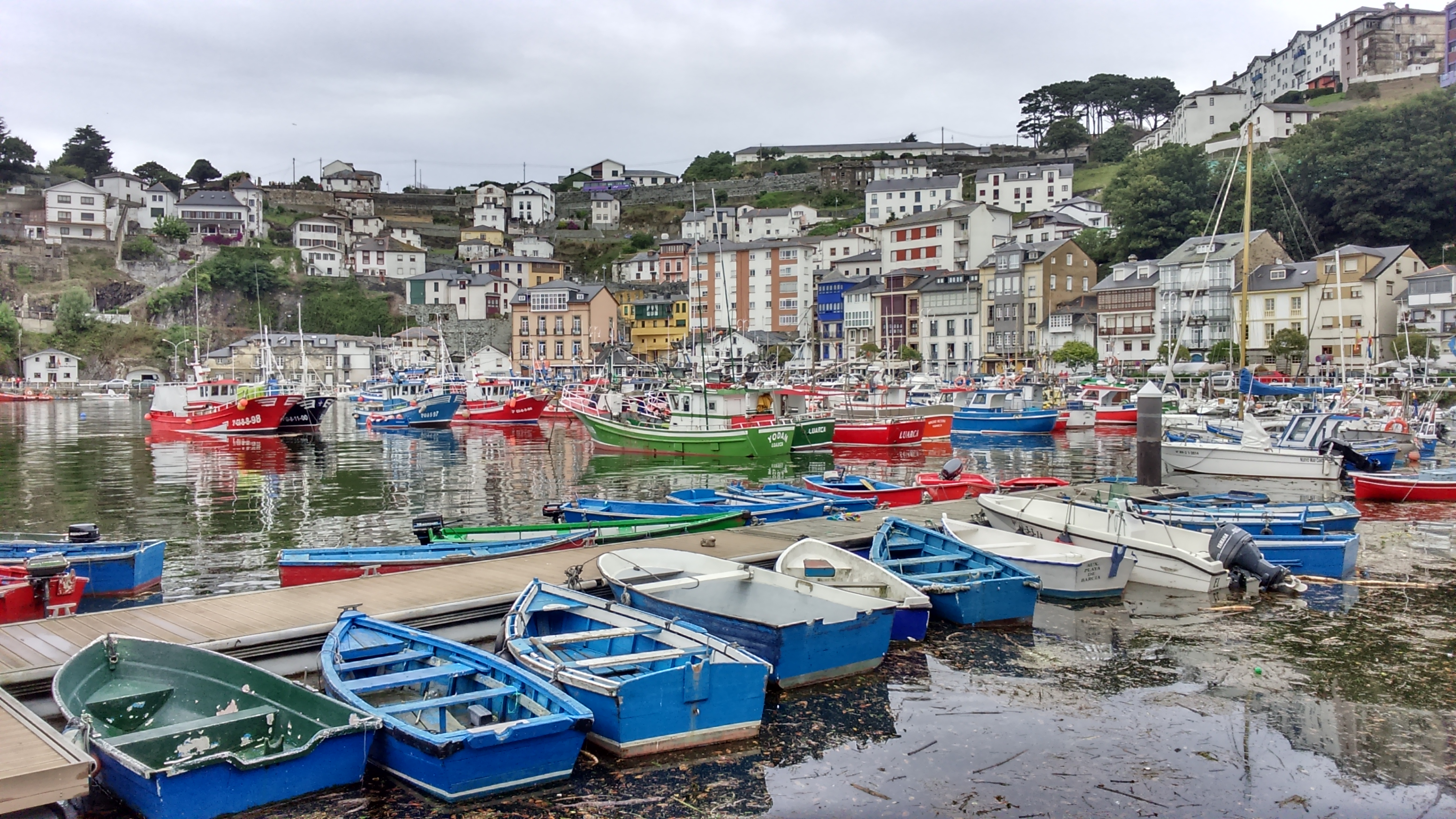
Puerto de Luarca (Asturias)
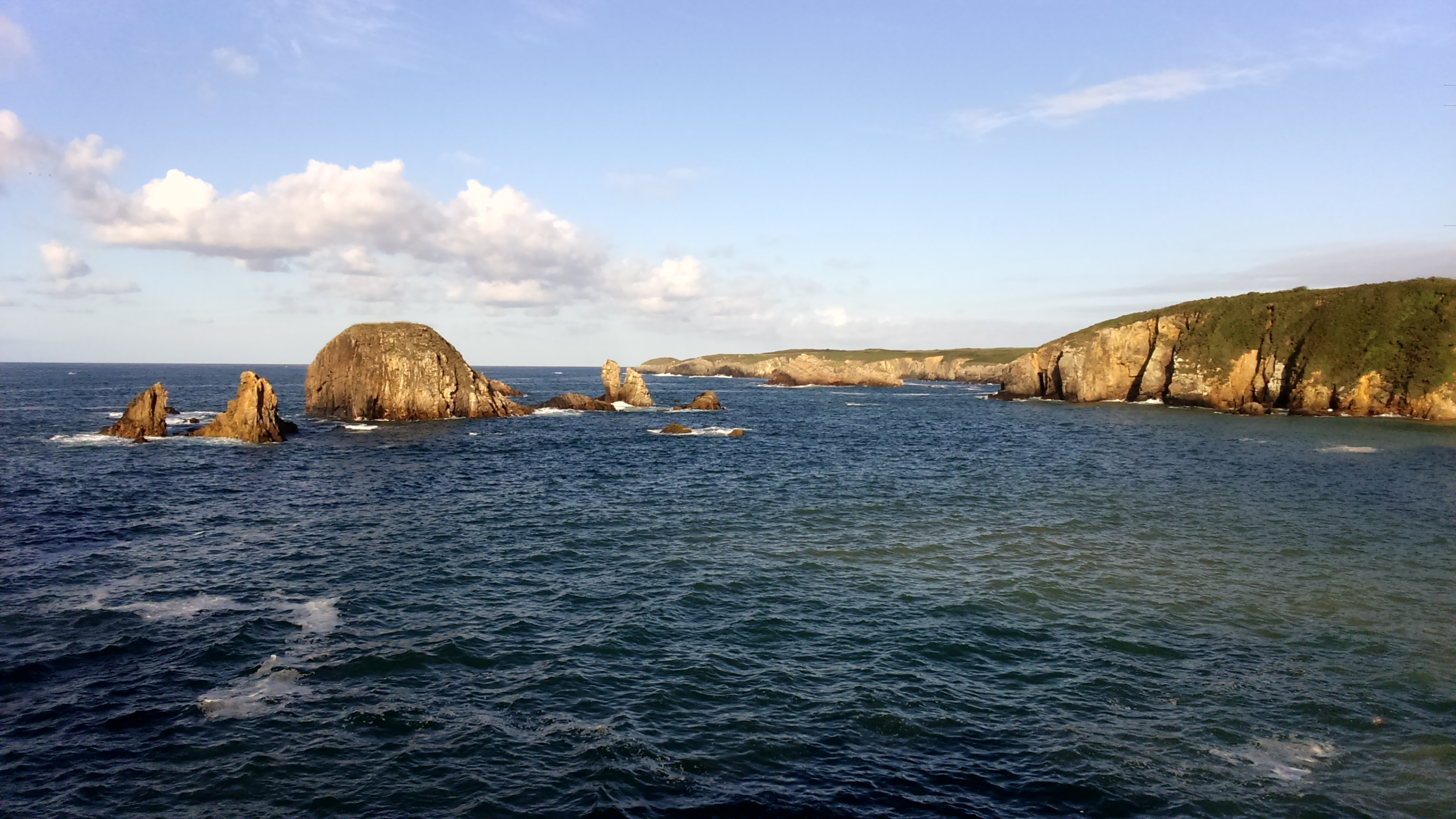
Tapia de Casariego (Asturias)

## Patrimonio de la ruta
La extrema longitud de su trazado, da al viajero que sigue esta ruta jacobea, la posibilidad de disfrutar una infinidad de monumentos de interés natural y cultural como pocas otras rutas de peregrinación.

### Patrimonio natural y paisajístico
- A lo largo del interminable recorrido de este camino de peregrinación el viajero puede disfrutar de no pocos monumentos naturales que en la mayor parte de los casos requieren la atención de las distintas administraciones públicas gozando de algún tipo de protección conservacionista. Algunos de ellos son:
  - Parque natural de las Marismas de Santoña, Victoria y Joyel en Cantabria.
  - Parque Natural de Peñas de Aya en Guipúzcoa.
  - Parque Natural de Oyambre en San Vicente de la Barquera.
  - Reserva de la Biosfera de Urdaibai en Vizcaya.
  - Paraje Protegido de Iñurritza en Zarauz.

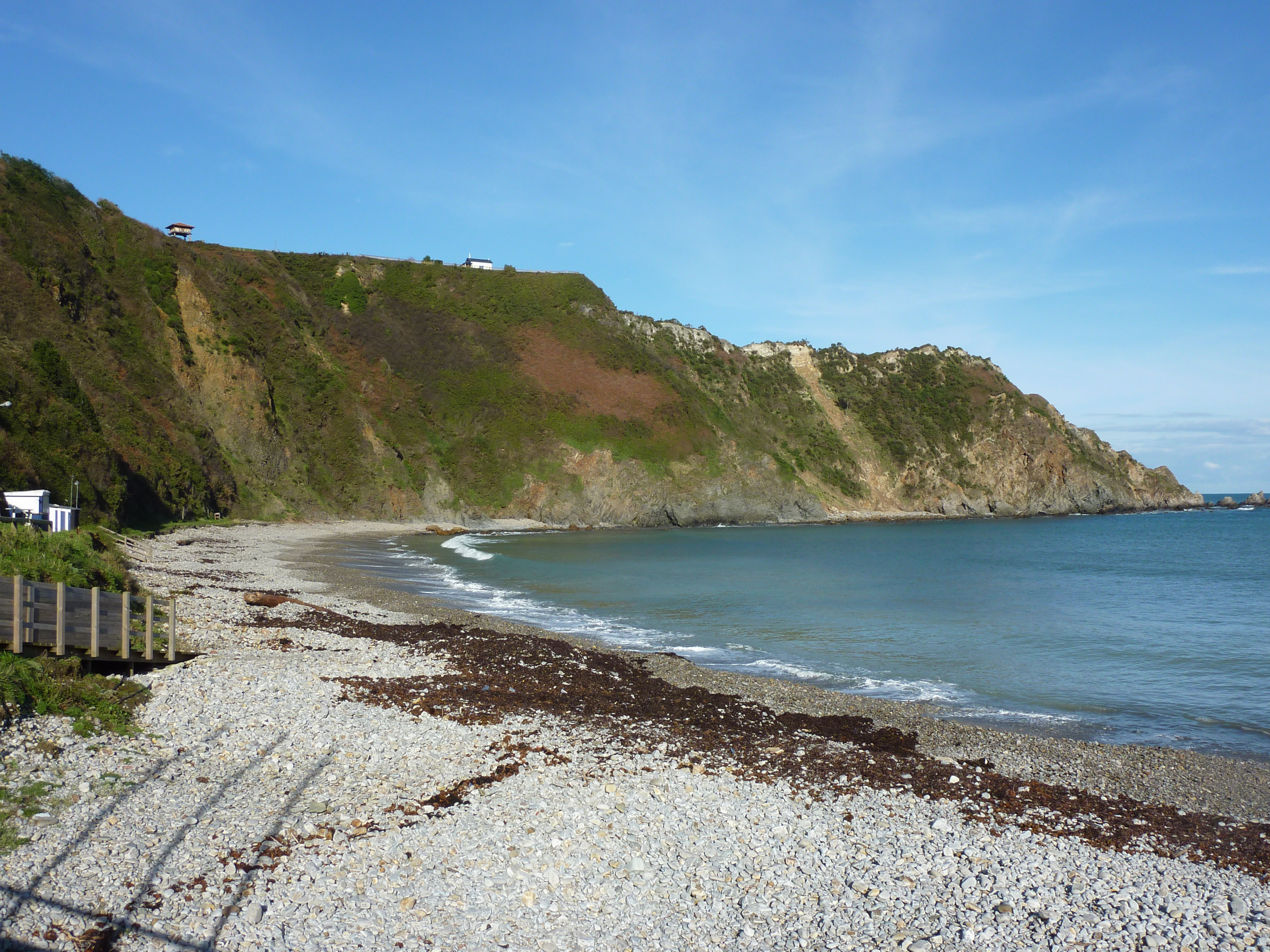
Playa de Cadavedo

- Por otra parte, teniendo en cuenta el recorrido que tiene la ruta entre la montaña y el mar, el paisaje regala al peregrino algunas de las más impactantes estampas que pueden disfrutarse en España. Por citar algunos ejemplos:
  - Playa de San Lorenzo en Gijón.
  - Isla de los Faisanes en Irún.
  - Playa de la Salvé en Laredo.
  - Playa de Somo en Santander.
  - Playa de El Puntal en Santander.
  - Bahía de la Concha en San Sebastián.
  - Isla de Santa Clara en San Sebastián.
  - Monte Urgull en San Sebastián.
  - Playa de Cadavedo en Valdés.

### Patrimonio arqueológico
- Si por algo se caracteriza la cornisa cantábrica es por poseer uno de los más ricos legados de arte rupestre conocidos en Europa. Son numerosas las cuevas en las que existen manifestaciones artísticas prehistóricas. Algunas de ellas se relacionan a continuación:
  - Cueva del Pindal en Colombres.
  - Cueva de la Meaza en Comillas.
  - Cuevas de Ekain, Ermitia, Urteaga, Aiza y Praileaitz en Deva.
  - Cueva de Cualventi en Oreña.
  - Cuevas de Aitzbitarte en Rentería.
  - Cueva Rosa en Ribadesella.
  - Cueva de Tito Bustillo en Ribadesella.
  - Cuevas de Altamira en Santillana del Mar.
- No obstante, no son éstas las únicas evidencias de la existencia de asentamientos humanos prehistóricos. De hecho, también son frecuentes en el recorrido los monumentos megalíticos y otros yacimientos arqueológicos de índole funeraria. Algunos de ellos son:
  - Yacimientos megalíticos del monte Jaizkibel en Fuenterrabía.
  - Parque Arqueológico y Natural Campa Torres en Gijón.
  - Túmulos de Monte Deva en Gijón.
  - Dólmenes Neolíticos de Monte Areo en Gijón.
- Por último, reseñar otros vestigios arqueológicos de interés como:
  - Murallas Medievales de Santander en Santander.
  - Termas romanas en Cimadevilla.
  - Minas de Arditurri en Oyarzun.
  - Ídolo de Peña Tú en Vidiago.

### Patrimonio artístico y monumental
A lo largo del trayecto, esta ruta jacobea atraviesa muchos de los más importantes puertos y ciudades del norte de la península ibérica. Algunas de estas localidades han tenido o tienen una notable importancia cultural, económica, religiosa y política, origen del rico patrimonio monumental con el que cuenta esta vía.

#### Templos y construcciones religiosas
- Seis son las Catedrales que el peregrino podrá visitar en su camino a la ciudad del Apóstol:
  - Catedral de Lugo en Lugo.
  - Catedral de Santiago en Bilbao.
  - Catedral de la Virgen María en Mondoñedo.
  - Catedral de San Salvador en Oviedo.
  - Catedral del Buen Pastor en San Sebastián.
  - Catedral de Nuestra Señora de la Asunción en Santander.
- Además de ellas, importantes basílicas, monasterios y otros grandes edificios religiosos han ido construyéndose en estas regiones a lo largo de la historia:
  - Basílica de Nuestra Señora de Begoña en Bilbao.
  - Colegiata de Cenarruza en Cenarruza-Puebla de Bolívar.
  - Convento San Sebastián de Hano en Escalante.
  - Basílica de Santa María de Concejo en Llanes.
  - Monasterio de San Antolín de Bedón en Naves.
  - Monasterio de San Vicente en Oviedo.
  - Basílica de Santa María en Portugalete.
  - Colegiata de Santa Juliana en Santillana del Mar.
  - Iglesia de San Salvador de Valdediós en Villaviciosa.
  - Monasterio de Santa María de Sobrado en Sobrado de los Monjes.
- Y como no podía ser de otro modo, el tradicional fervor cristiano asociado a la peregrinación por estas tierras, ha venido a enriquecer con abundantes muestras de arquitectura religiosa entre las que se encuentran iglesias, ermitas, capillas y otros lugares de culto:
  - Iglesia de San Juan Bautista en Amandi.
  - Ermita de Santiagomendi en Astigarraga.
  - Capilla de los Alas en Avilés.
  - Capilla de Rivero en Avilés.
  - Iglesia de San Nicolás de Bari en Avilés.
  - Iglesia de Sabugo en Avilés.
  - Iglesia de Santa María de la Asunción en Castro-Urdiales.
  - Iglesia de San Juan Bautista en Colindres.
  - Iglesia de la Anunciación en Santander.
  - Iglesia de los Jesuitas en Santander.
  - Santuario de Nuestra Señora de Itzíar en Deva.
  - Iglesia de San Vicente en Grases.
  - Iglesia de Nuestra Señora del Juncal en Irún.
  - Iglesia de San Emeterio y San Celedonio en Larrabezúa.
  - Iglesia de Santa María en Marquina-Jeméin.
  - Iglesia de Santa Marina de Vega en Navia.
  - Cámara Santa en Oviedo.
  - Capilla de la Balesquida en Oviedo.
  - Capilla de San Miguel de Lillo en Oviedo.
  - Iglesia de San Julián de los Prados en Oviedo.
  - Iglesia de San Tirso en Oviedo.
  - Iglesia de Santa María del Naranco en Oviedo.
  - Humilladero de la Piedad en Pasajes.
  - Iglesia de Santiago el Mayor en Sariego.
  - Iglesia de Santa María en Soto de Luiña.
  - Iglesia de la Virgen Grande en Torrelavega.
  - Capilla de San Pelayo en Trasona.
  - Iglesia parroquial de San Vicente en Trasona.
  - Iglesia de San Salvador de Priesca en Villaviciosa.
  - Iglesia de Santa María de la Oliva en Villaviciosa.
- Los cementerios de Goiriz y Marquina-Jeméin son otros dos monumentos religiosos de interés artístico y cultural que el caminante no debe dejar de visitar.

#### Construcciones militares y de defensa
- Teniendo en cuenta la exposición de las ciudades portuarias a los ataques por mar, casi todas las ciudades por las que transita el camino poseen construcciones defensivas, muchas de las cuales han logrado sobrevivir al paso del tiempo, llegando hasta nuestros días con un considerablemente buen estado de conservación. Algunos de los castillos y fortalezas existentes son:
  - Castillo de Gauzón en Castrillón.
  - Fuertes de Santoña en Santoña.
  - Fortaleza de San Pelayo de Narla en Friol.
  - Castillo de Carlos V en Fuenterrabía.
  - Castillo de San Telmo en Fuenterrabía.
  - Castillo de Parga en Guitiriz.
  - Fuerte de San Marcos en Rentería.
  - Castillo del Duque de Estrada en San Vicente de la Barquera.
- Torres, muros y construcciones defensivas de menor envergadura son también interesantes desde el punto de vista artístico e histórico. Durante el camino pueden visitarse:
  - Muralla Romana Patrimonio de la Humanidad de Lugo
  - Recintos amurallados de Fuenterrabía y Oviedo.
  - Torre renacentista en Lezama.
  - Defensas del puerto en Pasajes.
  - Torreón de los Condes de Andrade en Villalba.
  - Torre Luzea en Zarauz.

#### Arquitectura civil
- El poder económico de la costa cantábrica española se hace evidente cuando contemplamos los numerosos palacios y casas señoriales que existen en casi todas las localidades de esta ruta jacobea, si bien muchos de ellos son actualmente destinados a funciones públicas o privadas que nada tienen que ver con servicios residenciales. La relación que sigue sólo es una pequeña muestra del total:
  - Palacio de Camposagrado en Avilés.
  - Palacio de Llano Ponte en Avilés.
  - Palacio de Balsera en Avilés.
  - Palacio de Valdecarzana en Avilés.
  - Palacio del Marqués de Ferrera en Avilés.
  - Palacio de Maqua en Avilés.
  - Palacio del Infantado en Colindres.
  - El Capricho de Gaudí en Comillas.
  - Palacio de Sobrellano en Comillas.
  - Palacio de los Rodríguez de León en Corvera de Asturias.
  - Casa de Bañez en Deva.
  - Palacio Aguirre en Deva.
  - Palacio de los Jove-Huergo en Gijón.
  - Palacio de la Angulería en Larrabezúa.
  - Palacio de Solartecua en Marquina-Jeméin.
  - Casa del Deán Payarinos en Oviedo.
  - Palacio de Velarde en Oviedo.
  - Casa Gaviria en Pasajes.
  - Palacio de la Torre de Celles en Pola de Siero.
  - Palacio Lexarza en Portugalete.
  - Residencial del Muelle de Churruca en Portugalete.
  - Palacio de Arbaizenea en San Sebastián.
  - Palacio de Miramar en San Sebastián.
  - Palacio de la Magdalena en Santander.
  - Palacio de Velarde en Santillana del Mar.
  - Palacio de Peñalver en Trasona.
  - Casona de Valdés en Villaviciosa.
- También los edificios administrativos adquieren en muchos casos una notable importancia desde el punto de vista arquitectónico. Cabe reseñar algunos de los edificios que albergan las dependencias municipales de la localidad: Avilés, Bilbao, Irún, Lorenzana, Marquina-Jeméin, Nubledo, Oyarzun, Pasajes, Portugalete, Ribadesella, San Sebastián, Santander, Torrelavega, y Villaviciosa.
- A lo largo de la historia, numerosas construcciones han venido a dar servicio a los habitantes de estas regiones así como a los que a ellas se acercaban. Son éstos una muestra de edificios cuya finalidad es dar cobertura a las múltiples necesidades que va creándose la sociedad humana:
  - Mercado Municipal en Deva.
  - Mercado del Este en Santander.
  - Mercado de la Esperanza en Santander.
  - Delegación de Correos en Santander en Santander.
  - Molinos tradicionales en Grases.
  - Balneario en Guitiriz.
  - Hospital Sancho de Urdanibia en Irún.
  - Casino en Llanes.
  - Antigua Prisión Provincial de Asturias en Oviedo.
  - Acueducto de los Pilares en Oviedo.
  - Hotel María Cristina en San Sebastián.
  - Edificio de Correos en San Sebastián.
  - Antiguo Hospital de Peregrinos en Soto de Luiña.

### Infraestructuras
- Como en todo trazado terrestre, los puentes se hacen imprescindibles para salvar ríos y corrientes de agua. Durante aproximadamente dos milenios, los pobladores de estas tierras han construido interesantes obras de ingeniería para ello. Algunos de los más reseñables son:
  - Puentes levadizos en Bilbao.
  - Puente medieval en Castro-Urdiales.
  - Puente giratorio en Colindres.
  - Puente de Motrico en Deva.
  - Puente de Vizcaya en Portugalete.
  - Puente de María Cristina en San Sebastián.
- Pero si además tenemos en cuenta que se trata de un camino que discurre a orillas del mar, los faros se hacen imprescindibles para garantizar la seguridad naval a lo largo del litoral. Algunos de ellos se alzan en las costas de Castro-Urdiales, Colombres, Fuenterrabía, Llanes, Luarca, Santander, y Zumaya.
- También tiene el peregrino oportunidades de saciar su sed en las fuentes de agua potable existentes a lo largo del camino. Estas son sólo una pequeña muestra:
  - Fuente de Rivero en Avilés.
  - Caños de San Francisco en Avilés.
  - Fuente de Foncalada en Oviedo.

### Patrimonio cultural y popular
- Aun siendo una tarea ardua, la evolución social y artística de las humanos que han poblado estos territorios del norte de España, queda suficientemente recogida en los muchos museos y centros de exposiciones con que están dotadas las actuales poblaciones. Entre los de mayor interés cabe destacar los siguientes:
  - Museo Guggenheim en Bilbao.
  - Museo de Bellas Artes en Bilbao.
  - Museo de Jovellanos en Gijón.
  - Museo Etnográfico del Pueblo de Asturias en Gijón.
  - Museo del Ferrocarril en Gijón.
  - Refrán de la Cueva en Oreña.
  - Museo Arqueológico de Asturias en Oviedo.
  - Museo de Bellas Artes de Asturias en Oviedo.
  - Museo Diocesano en Oviedo.
  - Museo de San Telmo en San Sebastián.
  - Museo de Prehistoria y Arqueología en Santander.
  - Museo de Bellas Artes de Santander en Santander.
  - Centro Botín en Santander.
  - Fundación Botín en Santander.
  - Museo Diocesano Regina Coeli en Santillana del Mar.
  - Museo de Arte e Historia en Zarauz.
- Los centros universitarios también son abundantes y de importante valor académico.
  - Universidad de Cantabria.
  - Universidad de Deusto.
  - Universidad de Oviedo.
  - Universidad del País Vasco.
  - Universidad Pontificia Comillas.
- También existen notables instituciones para el estudio de la Historia Natural. Algunos de los jardines botánicos y centros zoológicos que puede visitar el viajero en estas ciudades son:
  - Jardín Botánico Atlántico en Gijón.
  - Acuario en Gijón.
  - Arboreto en Liendo.
  - Aquarium en San Sebastián.
  - Parque Zoológico y Jardín Botánico en Santillana del Mar.
- La gran riqueza cultural de esta histórica vía se refleja en muchos otros edificios construidos para promover y conservarlo. Teatros, auditorios y centros de convenciones son algunos de ellos:
  - Teatro Armando Palacio Valdés en Avilés.
  - Palacio Euskalduna en Bilbao.
  - Teatro Arriaga en Bilbao.
  - Ateneo Obrero en Gijón.
  - Palacio de Congresos Princesa Letizia en Oviedo.
  - Teatro Campoamor en Oviedo.
  - Palacio de Festivales en Santander.
  - Palacio de Congresos y Auditorio Kursaal en San Sebastián.
  - Teatro Victoria Eugenia en San Sebastián.
- Toda esta red de espacios culturales da cabida a la celebración de festivales de sobrada repercusión nacional e internacional:
  - Festival Intercéltico en Avilés.
  - Festival Internacional de Cine en Gijón.
  - Festival de Jazz en San Sebastián.
  - Festival Internacional de Cine en San Sebastián.
- Pero quizá sean los Premios Príncipe de Asturias los galardones más prestigiosos de cuantos se entregan en estas ciudades.
- La práctica del deporte es frecuente entre los ciudadanos de la costa cantábrica. Entre los acontecimientos y dotaciones más interesantes citamos:
  - Universidad de la Pelota Vasca en Marquina-Jeméin.
  - Descenso a nado de la Ría en Navia.
  - Descenso Internacional del Sella en Ribadesella.
- Por último, con respecto a las manifestaciones lúdico-culturales que merecen más distinciones por parte de las distintas administraciones públicas es necesario apuntar algunos de los eventos que mayor interés suelen despertar entre la población:
  - Carnaval en Avilés.
  - Fiesta del Bollo en Avilés.
  - Semana Santa en Avilés.
  - Semana Grande en Bilbao.
  - Fiesta de La Regalina en Cadaveo.
  - Fiestas del Coso Blanco en Castro-Urdiales.
  - Fiesta de L'Amuravela en Cudillero.
  - El Alarde en Fuenterrabía.
  - Carnaval en Gijón.
  - Alarde de San Marcial en Irún.
  - Fiesta de los Vaqueiros de Alzada en Luarca.
  - Fiestas de San Lucas en Mondoñedo.
  - Día de América en Asturias en Oviedo.
  - Fiesta de los Huevos Pintos en Pola de Siero.
  - Fiestas de la Santa Cruz en Ribadeo.
  - Tamborrada en San Sebastián.
  - Gala Floral en Torrelavega.

### Galería de imágenes
- Wikimedia Commons alberga una categoría multimedia sobre Camino de Santiago de la Costa.

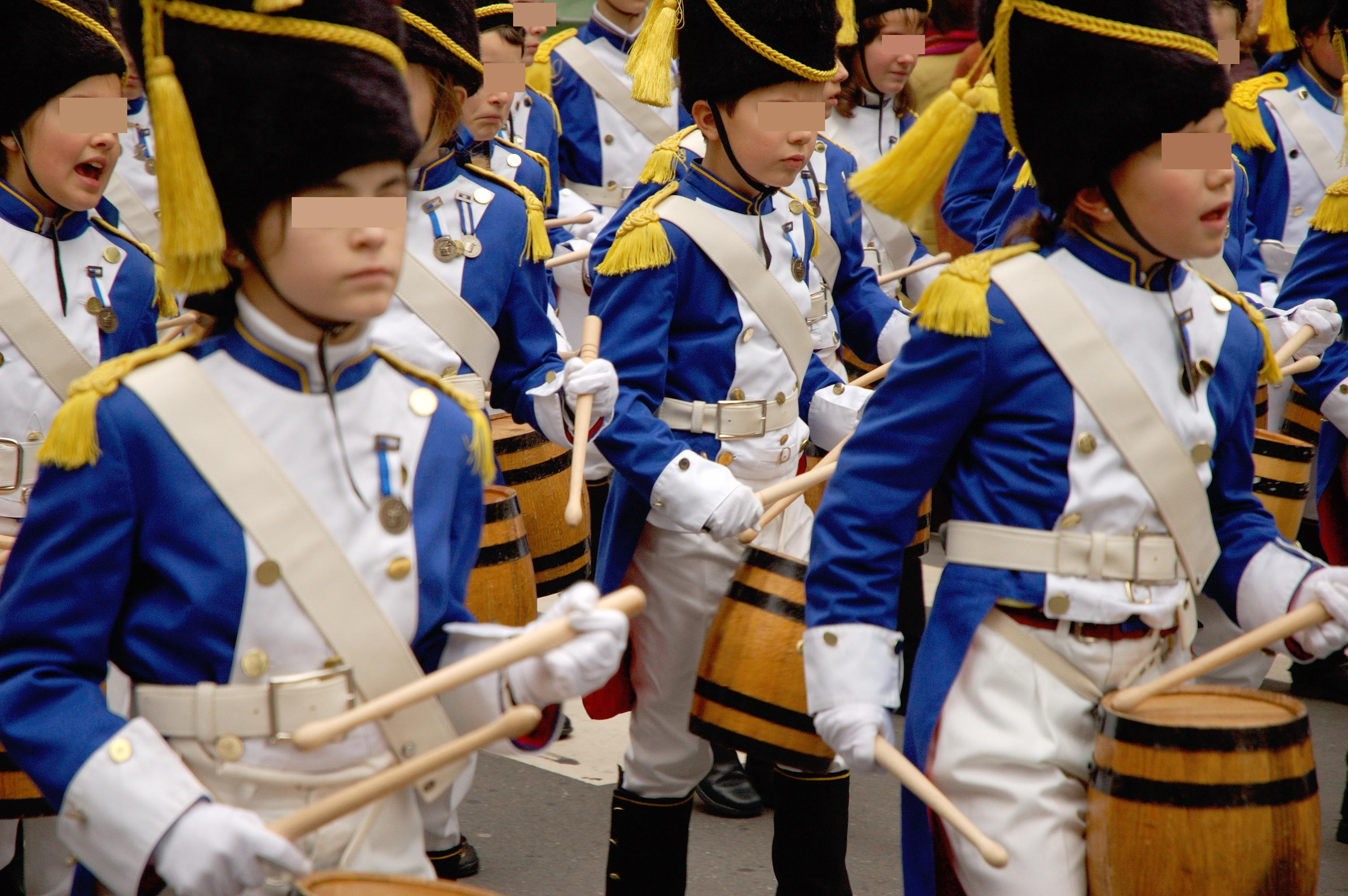
Tamborrada infantil en San Sebastián
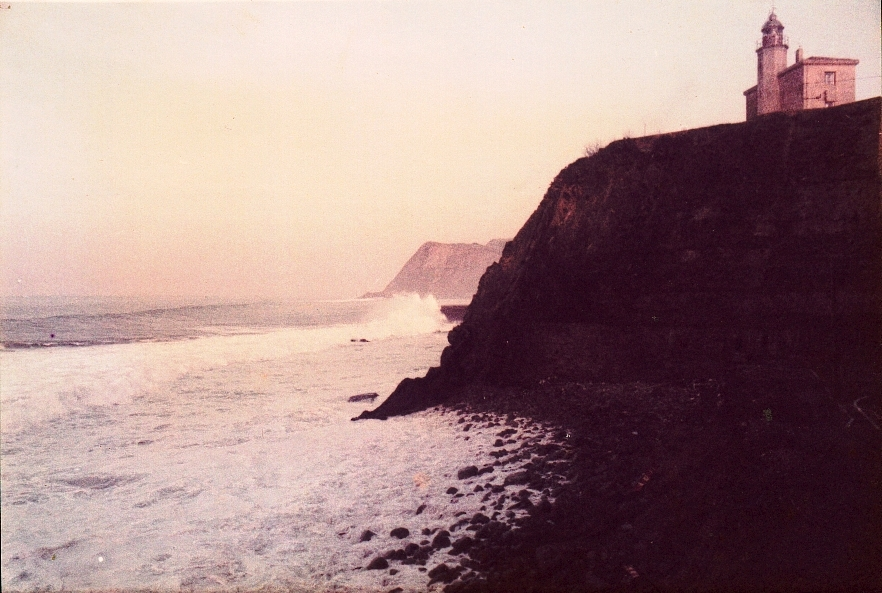
Faro de Zumaya
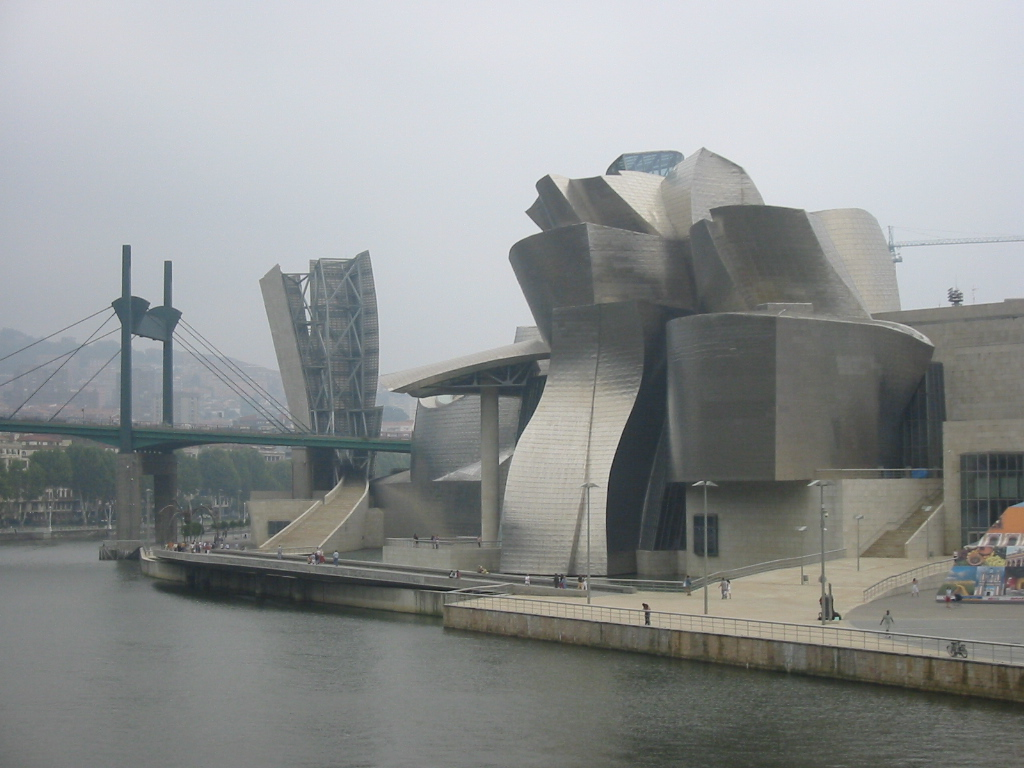
Museo Guggenheim en Bilbao
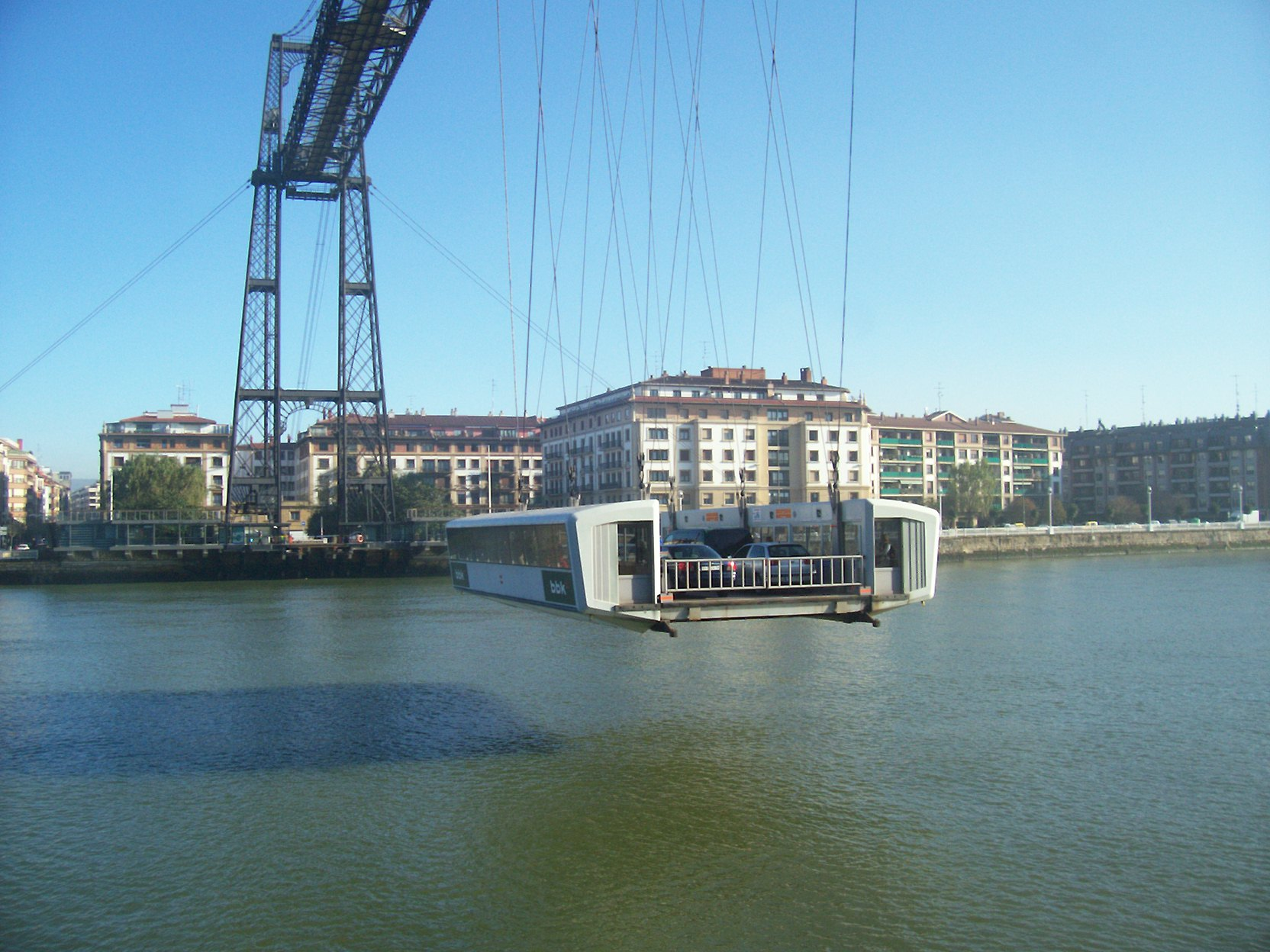
Puente de Vizcaya en Portugalete
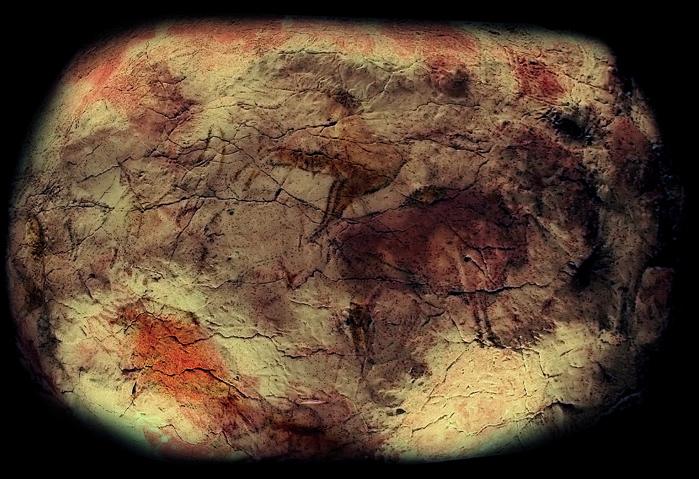
Réplica del techo de las Cuevas de Altamira en Santillana del Mar
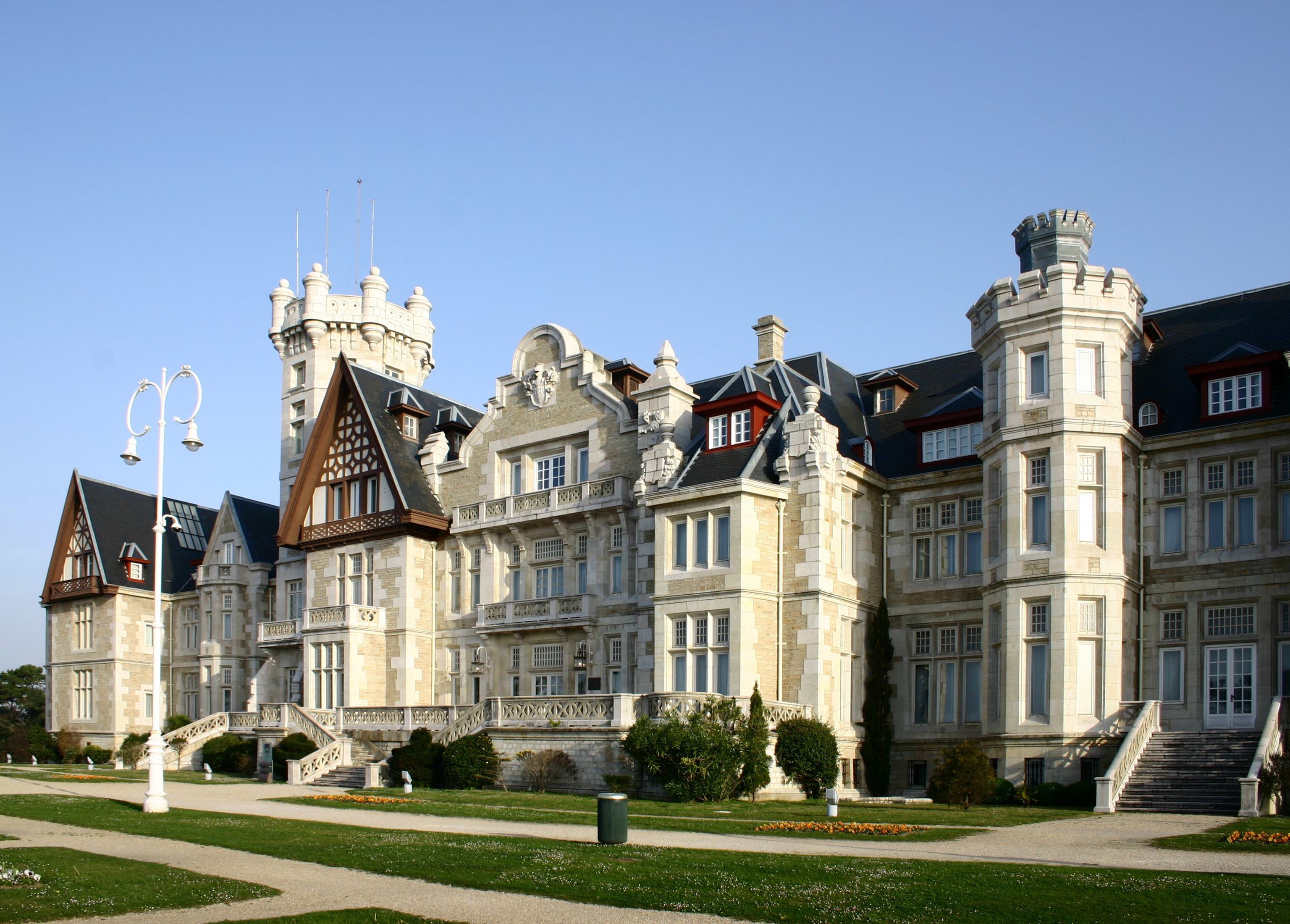
Palacio de la Magdalena en Santander
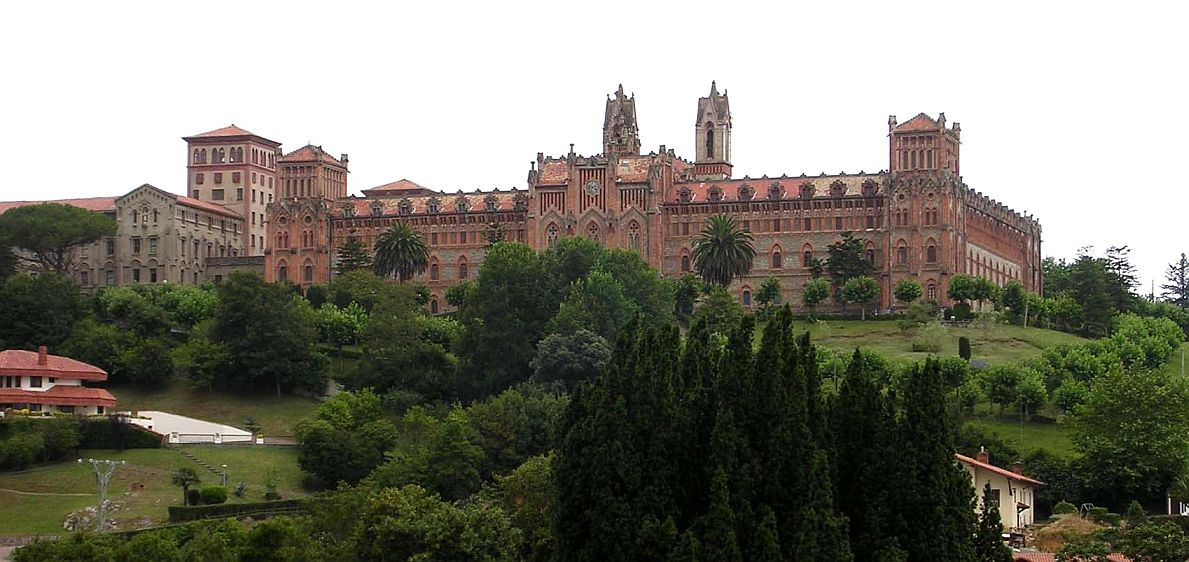
Universidad Pontificia de Comillas
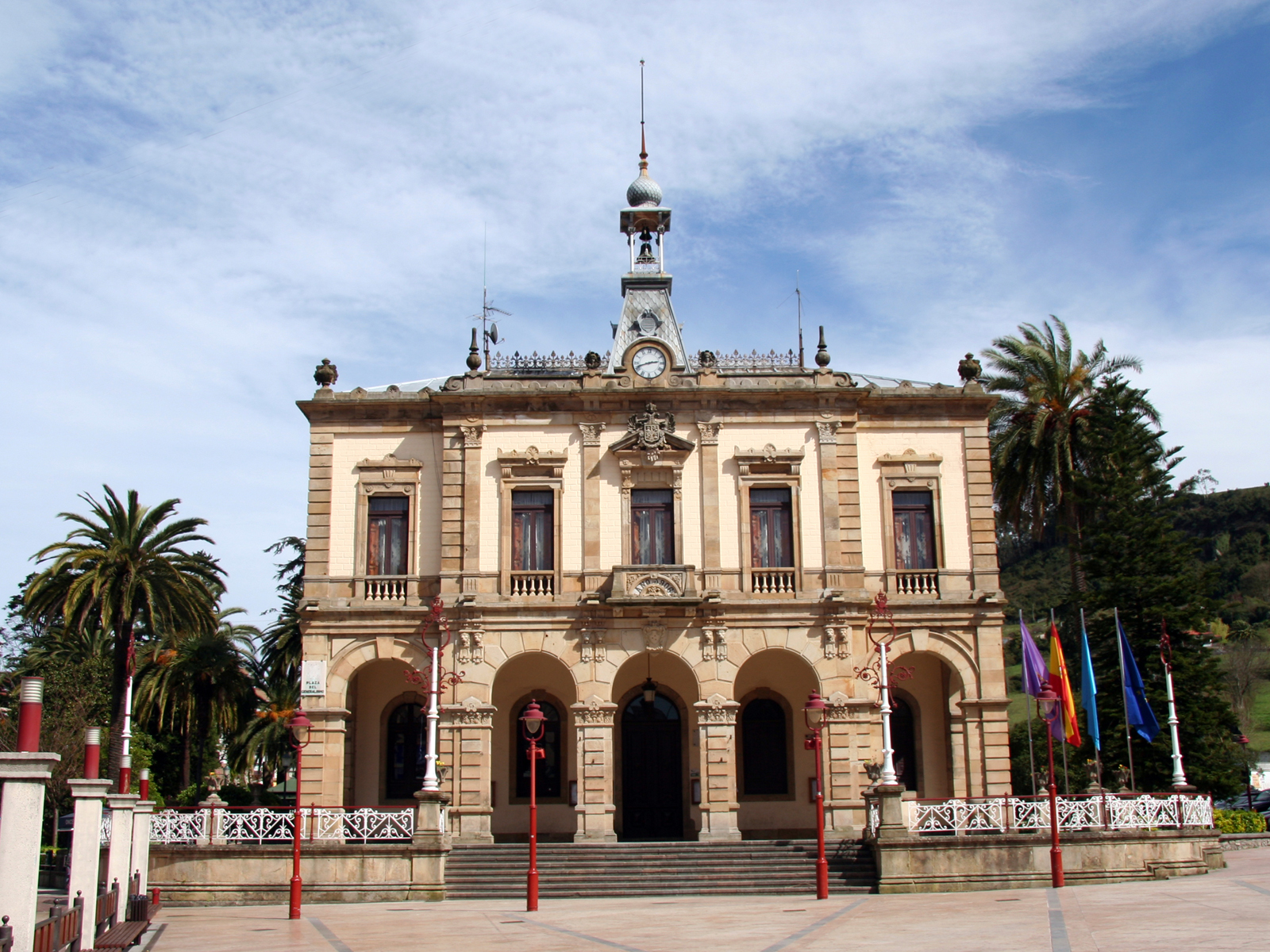
Ayuntamiento de Villaviciosa
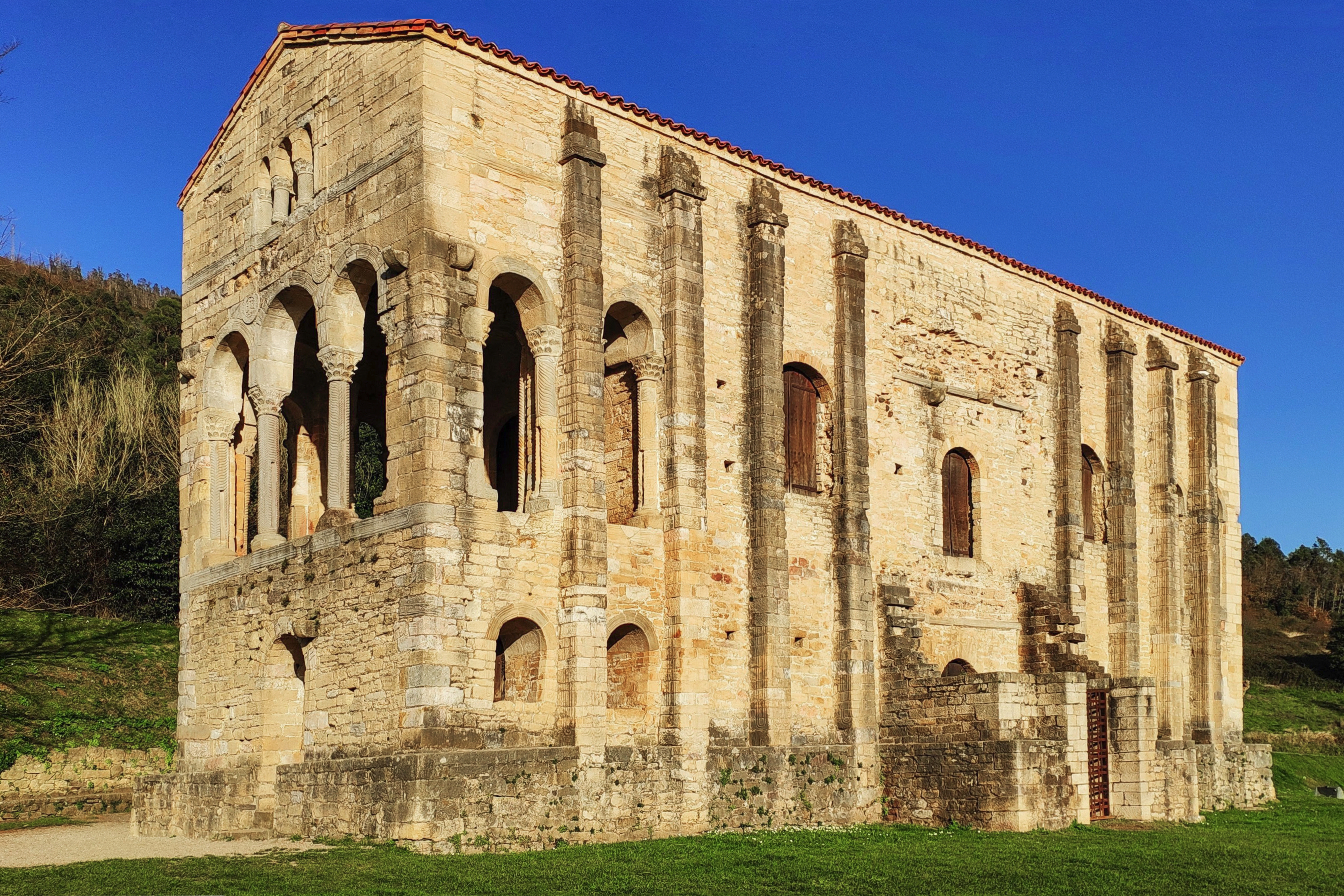
Santa María del Naranco en Oviedo
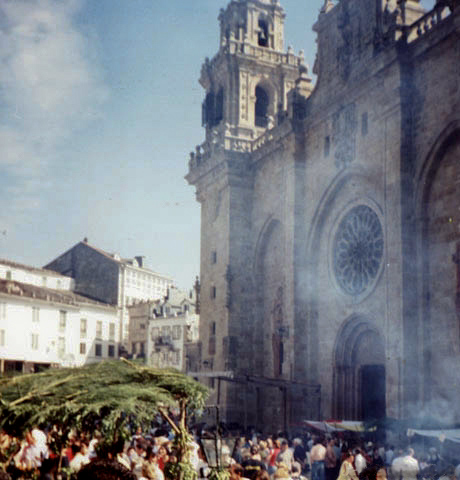
Catedral de San Pedro en Mondoñedo
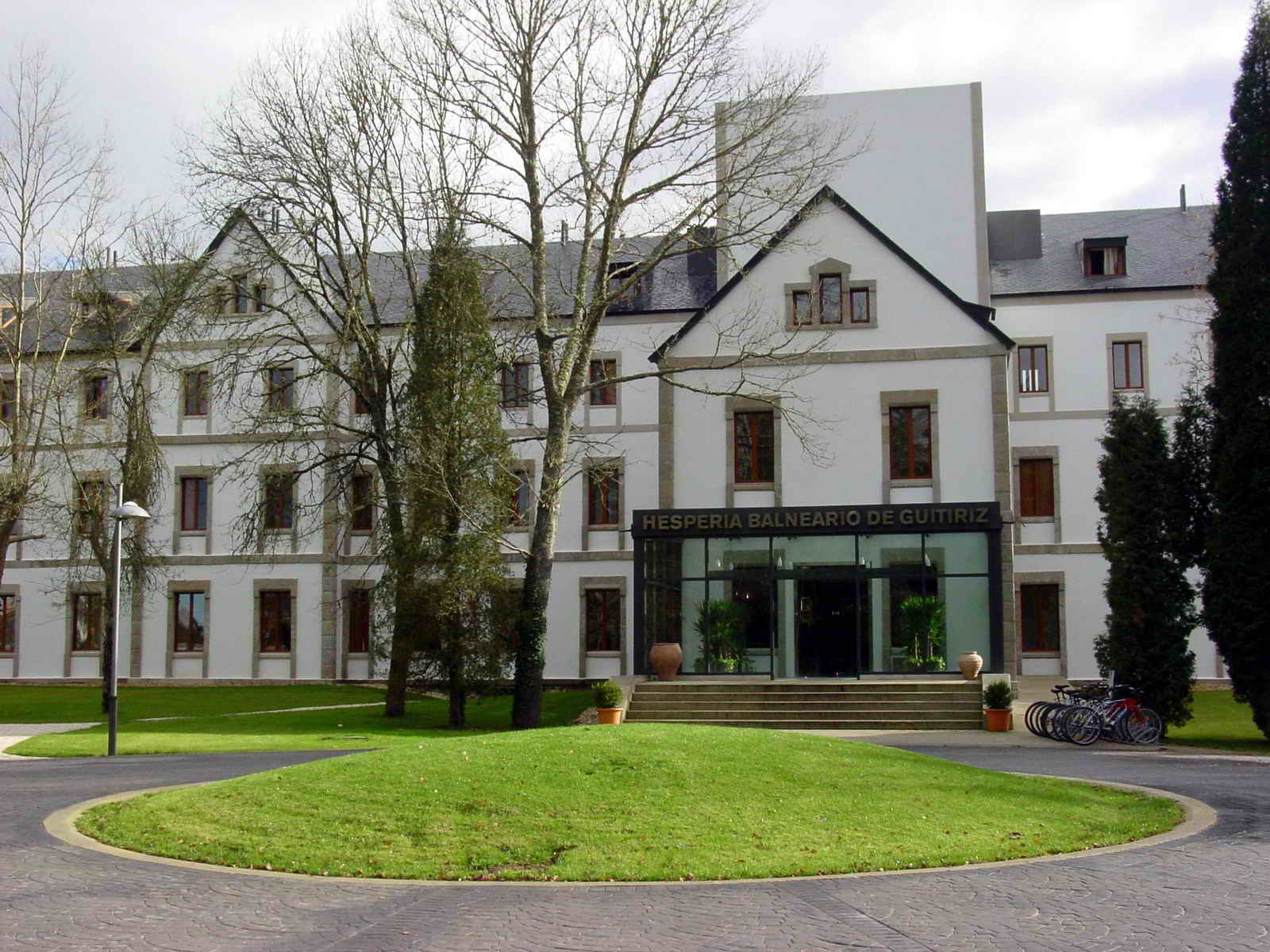
Balneario de Guitiriz
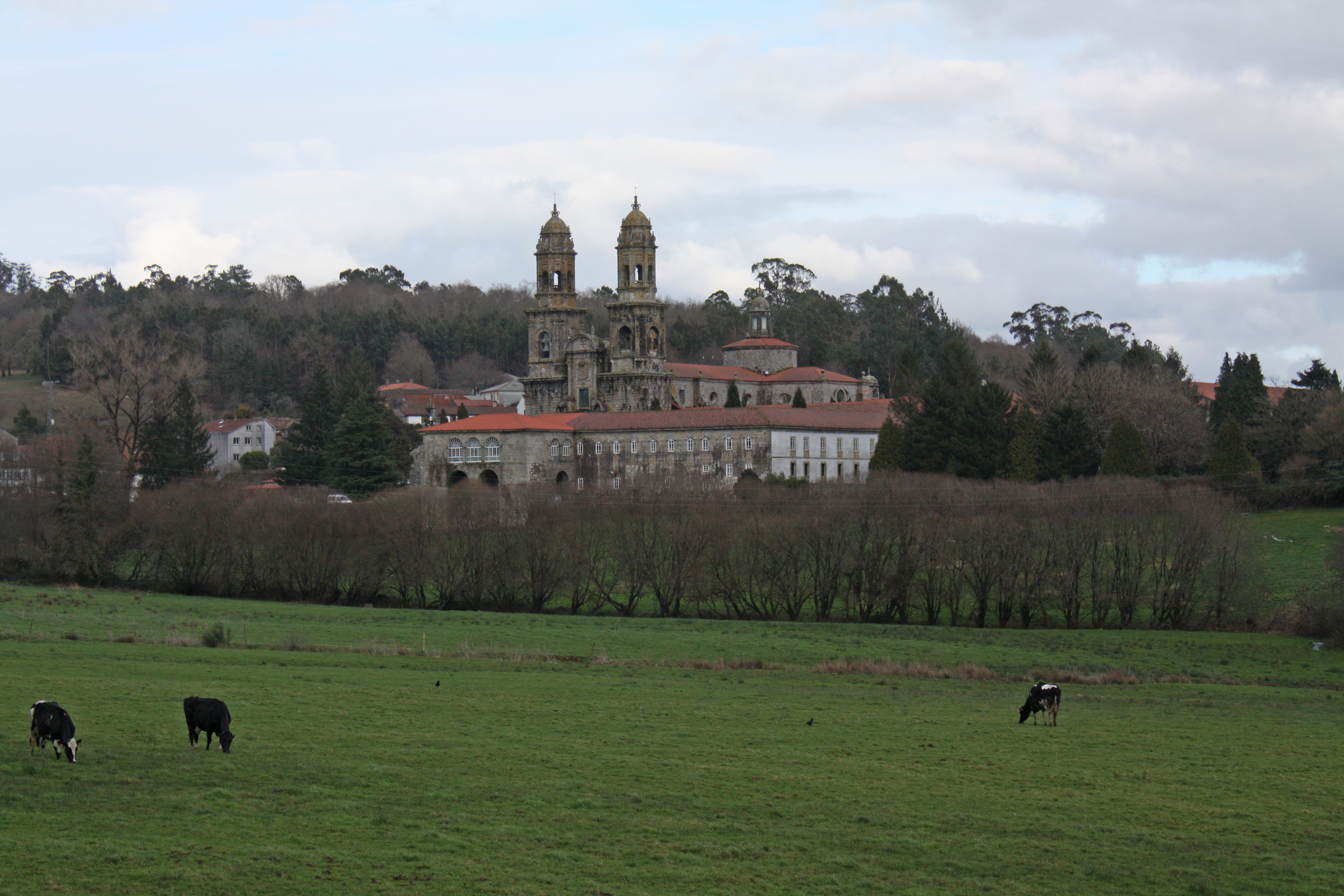
Monasterio de Santa María de Sobrado en Sobrado de los Monjes